# Bazovik
Bazovik (cyr. Базовик) – wieś w Serbii, w okręgu pirockim, w mieście Pirot. W 2011 roku liczyła 135 mieszkańców.